# 布萊的一千六百萬儲備
布萊的一千六百萬儲備（Blair's 16 Million Reserve）是美國新澤西州的一家食品公司布萊的醬料與小吃所限量生產的辣椒醬產品，由該公司創始人布萊·拉扎爾（Blair Lazar）所調製出，是現今世界上最辣的辣椒醬，辣味強度相當於1600萬斯科維爾單位，此即為「一千六百萬儲備」的名字由來。此辣椒醬比塔巴斯科辣椒醬還辣6,400倍；比全球次辣的辣椒龍之氣息辣6倍。部分醫療專家相信，布萊的一千六百萬儲備辣椒醬能把哮喘病人置諸死地。
布萊的一千六百萬儲備辣椒醬以精緻的瓶子盛載無色辣椒素結晶，瓶口以蠟封合，並附有警告字句封條。它比墨西哥的沙維那亞伯內洛紅辣椒還要辣上30倍。布萊表示，提煉出重一磅辣椒素必須使用數以噸計的辣椒，所以就算要將一千六百萬儲備對外流銷，都只能限量發售。布萊爾的一千六百萬儲備有999瓶，最初市價為200美元。
布萊表示，他曾經把一顆鹽花大小的結晶放在自己的舌頭上，該部份立即受損、「感覺就像是被鐵鎚打到一樣」、並且在兩天後才痊癒。

## 外部連結
- 布萊的一千六百萬儲備（Chilli World） （页面存档备份，存于）（英文）
- 辣度排行榜（Chilli World） （页面存档备份，存于）（英文）